# Archytas lopesi
Archytas lopesi là một loài ruồi trong họ Tachinidae.